# ОШ „Добрила Стамболић” Сврљиг
ОШ „Добрила Стамболић” Сврљиг је једина установа основног образовања са својим издвојеним одељењима на територији општине Сврљиг.

## Историјат
У последњих сто педесет година, колико постоји основно образовање у Сврљигу, за потребе школовања коришћено је пет зграда. Прва је спаљена у српско-бугарском рату, друга је била у приватној кући Милана Голубовића, трећа је садашња радионица у дворишту школе, четврта је зграда Народног Универзитета и пета је данашњи школски објекат. 
Садашња школска зграда налази се у Радетовој улици 25, има 4.595 м2 и претрпела је две етапе у изградњи.
Најпре је у периоду 1962. г. до 1967. г. изграђен део према улици, а онда је 1982. г. саграђен и део према недовршеној хали, који је пуштен у рад на Дан ослобођења Сврљига. Саграђеним делом, школа је добила 1.860 м2 (у то време), седам кабинета (за физику, хемију, биологију, музичко и ликовно васпитање и стране језике), две радионице за техничко образовање, салу за свецаности. Санитарни услови су, такође, били побољшани увођењем задовољавајућег мокрог чвора и централног грејања.
Школа данас поседује двадесет и три учионице, шест кабинета, библиотеку и медијатеку, кухињу са трпезаријом, канцеларију за директора, наставнике, стручне сараднике и административне раднике, као и недавно постављену балон-салу, која надокнађује недостатак сале за физичко образовање, и у којој постоји низ техничких проблема због којих је рад у њој отежан. 
Основна школа у Сврљигу није била прва у овом округу. Она постоји од почетка 20. века на поменутим локацијама, али регистрована је тек 15. фебруара 1966. г., у веме када је директор школе био Красимир Радивојевић. Школе су прво биле грађене у околним селима. 
Од тридесет и два школска објекта у сврљишкој опстини, само је четрнаест данас у функцији, а неки су од затворених потпуно риунирани. Независне сеоске школе су временом пропадале и затварале се спонтано због недостатака ученика. Из тих разлога, осмогодишње школе у селима: Гушевац ( „Васе Албанца"), Лалинац ("Данило Прица“ ), Извор ( „Душан Тривунац Добри"), и Галибабинац ( „Милан Мирчић Цале"), као и основна школа у Сврљигу интегрисане су у једну под називом „Добрила Стамболић“. 

## Добрила Стамболић
Добрила Стамболић била је учитељица и партизанка. Школу за учитељицу завршила је 1933. године у Ужицу, где је постала и члан СКОЈ-а. Служила је у Бјеличком срезу. Пребачена је у Сврљишки округ 1939. године и постављена за учитељицу тек отворене школе у селу Гојмановац, где је веома брзо стекла поверење тамошњих становника. Увече је деци читала књиге и подучавала их разним корисним ручним радовима. 
Одмах се повезала са комунистама и одиграла велику улогу у разоткривању Немаца. После окупације је радила на подизању устанка. Да би је спречили у томе, Немци су је ухапсили и довели у Сврљиг. Међутим, уз помоћ др. Миленка Хаџића и групе активиста, Добрила је успела да побегне у Ниш, па у Лесковац. Октобра 1941. године примљена је у Бабички партизански одред и постала комесар прве чете. Била је храбра, служила је као одличан пример другима.
Под лажним именом Радмила Марковић, Добрила је заробљена, а после саслушања у полицији 29. марта 1942. године предата је немачком логору са још шесторо заробљених партизана. Добрилу, као и остале партизане, идентификовао је Бранко Стојановић Ладовина. Он је открио Добрилу и казао да она није Радмила Марковић, већ Добрила Стамболић, комесар једне партизанске чете. Када су то сазнали фашисти, упорно су покушавали нешто да сазнају од ње о снабдевању оружјем и другим потребнинама. Стављали су је на најтеже муке, са саслушавања излазила је пребијена и сва у модрицама. Остали заробљеници су се трудили да јој доставе у самицу што више хране. Гледали су како су јој Немци једног врелог летњег дана наредили да стоји у ставу мирно неколико сати и гледа у сунце. Стрељана је 17. октобра 1942. године.